# Filip Pravdica
Filip Pravdica (ur. 28 lipca 1995 w Rijece) – chorwacki skoczek w dal, olimpijczyk z Paryża 2024.

## Udział w zawodach międzynarodowych
| Impreza              | Rok  | Miejsce   | Wynik      |
| Impreza              | Rok  | Miejsce   | skok w dal |
| -------------------- | ---- | --------- | ---------- |
| Igrzyska olimpijskie | 2024 | Paryż     | 9          |
| Mistrzostwa świata   | 2023 | Budapeszt | 23         |
| Mistrzostwa Europy   | 2018 | Berlin    | 23         |
| Mistrzostwa Europy   | 2022 | Monachium | 20         |
| Mistrzostwa Europy   | 2024 | Rzym      | 17         |